# 刘晋 (1965年)
刘晋（1965年11月—），男，中华人民共和国外交官，曾任中华人民共和国驻黑山特命全权大使，现任中华人民共和国驻冈比亚共和国特命全权大使。

## 生平
刘晋毕业于外交学院。1989年，进入中华人民共和国外交部工作，先后在外交部新闻司、驻纽约总领事馆任职。2005年，挂职湖南省衡阳市市长助理。2006年，任驻澳大利亚大使馆参赞。2011年，任驻加拿大大使馆公使衔参赞。2014年，任外交部新闻司副司长。2018年7月，出任中华人民共和国驻黑山大使。2022年5月，自驻黑山大使离任。8月，出任中华人民共和国驻冈比亚大使。